# La Chapelle-du-Lou
La Chapelle-du-Lou (tiếng Breton: Chapel-al-Loc'h, Gallo: La Chapèll-du-Lóc) là một xã của tỉnh Ille-et-Vilaine, thuộc vùng Bretagne, miền tây bắc nước Pháp.

## Dân số
Người dân ở La Chapelle-du-Lou được gọi là Chapellois.
| Năm | 1962 | 1968 | 1975 | 1982 | 1990 | 1999 |
| --- | ---- | ---- | ---- | ---- | ---- | ---- |
| Dân số | 251  | 277  | 254  | 298  | 384  | 376  |
| From the year 1962 on: No double counting—residents of multiple communes (e.g. students and military personnel) are counted only once. |      |      |      |      |      |      |